# 平安镇 (云阳县)
平安镇，是中华人民共和国重庆市云阳县下辖的一个乡镇级行政单位。

## 行政区划
平安镇下辖以下地区：
平安社区、白龙社区、龙塘社区、红关村、忠诚村、双平村、前面村、牛门村、民安村、黄木村、七一村、双花村、五湖村、山花村、同德村、联高村、太合村和向阳村。